# 電気事業再編成令
電気事業再編成令（でんきじぎょうさいへんせいれい、昭和25年政令第342号）は、電力国家管理を廃止して民営の９社に再編することを目的とするポツダム政令である。

## 概要
電力国家管理を廃止して半官半民組織である日本発送電と9つの配電会社（北海道配電・東北配電・関東配電・中部配電・北陸配電・関西配電・中国配電・四国配電・九州配電）の再編成する過程で、日本発送電は解体して日本全国で9つの発送配電を一貫として行う民間電力会社（北海道電力、東北電力、東京電力、中部電力、北陸電力、関西電力、中国電力、四国電力、九州電力）を新設することによる地域独占的な電力供給としての九電力体制がスタートした。
この政令の施行により、電力管理法（昭和13年法律第76号）が廃止され、日本発送電株式会社法（昭和13年法律第77号）・電力管理ニ伴フ社債処理ニ関スル法律（昭和13年法律第78号）が失効した。
政令自体はポツダム宣言の受諾に伴い発する命令に関する件の廃止に関する法律（昭和27年法律第81号）の施行により、1952年4月28日から180日後に失効したが、民間電力会社により電力供給体制はそのまま維持された。